# Giovanni Antonio Baruffaldi
Pour les articles homonymes, voir Baruffaldi.
Giovanni Antonio Baruffaldi, né vers 1796 à Ferrare et mort  à Rome en 1832, est un peintre italien.

## Biographie
Giovanni Antonio Baruffaldi naît en 1796 à Ferrare, en (Émilie-Romagne) au nord-est de l'Italie, entre Bologne et Venise.
Il suit une formation de peintre à Venise. La  pinacothèque de sa ville natale, Ferrare, possède certaines de ses œuvres : Vierge lisant et Tancrède et Armida.
Baptême et mort de Clorinda dans les bras de Tancrède, son œuvre inspirée des écrits du Tasse (La Jérusalem délivrée), une huile sur toile de 92 × 106 cm de 1822, fut vendue aux enchères en 2015 en Allemagne.
Il meurt vers 1832 à Rome.